# Je m'balade dans Moscou
Pour plus de détails, voir Fiche technique et Distribution.
Je m'balade dans Moscou (en russe : Я шагаю по Москве, Ya chagayou po Moskve), parfois intitulé Romance à Moscou, est un film soviétique réalisé par Gueorgui Danielia, sorti en 1964.
Le film était célèbre en URSS et encore aujourd'hui dans les pays de la CEI et en Russie, où il passe régulièrement à la télévision. Sorti sur les écrans en 1964, il dure 78 minutes. Du genre comédie lyrique, ce film est célèbre aussi pour ses chansons composées par Andreï Petrov.
Le scénario est écrit par Guennadi Chpalikov et le film produit par Mosfilm.
Il est présenté au festival de Cannes 1964 et y obtient un prix de mise en scène.

## Synopsis
Le film commence par une scène célèbre à l'aéroport de Moscou, où un garçon sur le tarmac croise une jeune fille esquissant des pas de danse : « Tu atterris ou tu décolles ? » lui demande-t-il, « J'attends quelqu'un » répond-elle. « Qui donc ? » « Mon mari ». « Heureux homme ! »
La jeune fille lui conseille de se marier pour être aussi heureux.
Volodia travaille en Sibérie. Il est invité à Moscou pour avoir publié un court récit dans la revue Jeunesse (Iounost) et doit rencontrer un écrivain. Il fait la connaissance dans le métro de Moscou de Kolia qui est un joyeux drille. Volodia ne sait pas exactement où se trouve la rue des amis chez qui il doit habiter, aussi Kolia lui propose de l'accompagner pour lui montrer le chemin. C'est alors que sur le boulevard des Étangs-Purs (Tchistoproudnoï), Volodia se fait mordre par un chien. Kolia le ramène chez lui pour le présenter à sa famille et faire recoudre son pantalon.
Volodia dépose ses affaires chez Kolia, puis part en ville. Sur ses entrefaites, Sacha, un ami de Kolia qui doit partir pour son service militaire, arrive en visite. Il demande à Kolia de l'accompagner au bureau du conseil de révision pour se faire réformer, car il doit se marier aujourd'hui avec Sveta. Après leur passage au bureau militaire, les deux amis vont au Goum pour acheter un beau veston à Sacha. Il y retrouvent Volodia en train de s'acheter un nouveau costume. Finalement Kolia décide d'offrir au fiancé un disque plutôt qu'un veston et les voilà partis au magasin de disques où travaille Aliona ...

## Fiche technique
- Titre : Je m'balade dans Moscou
- Titre original : Я шагаю по Москве
- Réalisation : Gueorgui Danielia

cénario et dialogues : Guennadi Chpalikov
- Musique : Andreï Petrov
- Photographie : Vadim Ioussov
- Montage : Lydia Lysenkova
- Décors  Aleksandr Miagkov
- Costumes : Dilyara Ozerova
- Son : Serguei Minervine
- Société de production : Mosfilm
- Pays de production :  Union soviétique
- Format : noir et blanc - mono
- Durée : 78 minutes
- Genre : Comédie
- Sortie : 11 avril 1964

## Distribution
- Nikita Mikhalkov : Kolia
- Alexeï Loktev : Volodia
- Evgueni Steblov : Sacha
- Galina Polskikh : Aliona
- Arina Aleïnikova : la danseuse à l'aérodrome
- Valentina Ananina : la vendeuse de glaces
- Vladimir Bassov : le frotteur et le cireur
- Rolan Bykov : l'homme dans le parc
- Oleg Vidov : le garçon à bicyclette
- Maria Vinogradova : la dame promenant son chien
- Lev Dourov : le policier
- Irina Mirochnitchenko : la sœur de Kolia
- Irina Skobtseva : la passante
- Lioubov Sokolova : la mère de Kolia
- Inna Tchourikova : la jeune fille du concours
- Gueorgui Danielia : le cireur de chaussures
- Arkadi Smirnov : Voronov, l'écrivain
- Elza Lejdeï

## Récompenses et distinctions
- 1964 : Prix de la mise en scène au festival de Cannes 1964

### Revue de presse
- Jean-Elie Fovez, « Je m'balade dans Moscou », Téléciné, no 120, Fédération des Loisirs et Culture Cinématographique (FLECC), Paris, mars 1965,  (ISSN 0049-3287).